# Aristodem (escultor)
Aristodem (en llatí Aristodemus, en grec Ἀριστόδημος) va ser un escultor grec que va viure després de l'època d'Alexandre el Gran. Entre altres obres Plini el Vell n'esmenta una estàtua de Seleuc I Nicàtor. No se sap de quin país era originari.